# Putzwei
Die Burg Putzwei ist ein abgegangener spätmittelalterlicher oder frühneuzeitlicher ostfriesischer Häuptlingssitz in der ehemaligen Herrlichkeit von In- und Kniphausen im heutigen Stadtteil Sengwarden der niedersächsischen Stadt Wilhelmshaven.

## Geschichte
Die Kenntnisse über die Geschichte der Burg Putzwei sind nur sehr spärlich. Ihr Charakter als Häuptlingssitz wird durch Nennung des Richters Hillert Hedden der Landesgemeinde Östringen im 14. Jahrhundert als Besitzer von Putzwei belegt. Nach einer durch den Grafen von Ostfriesland im Jahr 1593 veranlassten Kapitalschätzung gehörte ein Hillert Tiark Hillers zu Putzwei zu den höchstveranschlagten Bewohnern des Kirchspiels Sengwarden. Danach wurde der Sitz aufgegeben.  Mehr ist über die früheren Bewohner nicht bekannt. Spätestens 1850 war laut der Urkatasterkarte die Wurt wieder mit einem Gehöft bebaut.

## Beschreibung
Auf der heutigen Gehöftwurt haben sich von der alten Burgbebauung keine Spuren erhalten. Der runde Wurtenhügel besitzt einen Durchmesser von ca. 70 m und erhebt sich ca. 1 m über das umgebende Gelände. Die Befestigung bestand aus einem doppelten Grabensystem mit dazwischen liegendem Wall und umfasst ein Areal von ca. 110 × 110 m. Der innere Graben ist nur noch partiell erhalten. Im Osten ist eine kleine Parzelle von ca. 50 × 30 m Fläche angeschlossen, die ebenfalls mit einem Wassergraben umgeben ist. In gleicher Weise grenzen im Süden zwei weitere Parzellen an, von denen die westliche Parzelle leicht künstlich erhöht ist. Auf diesen Arealen soll sich ein Friedhof befunden haben. Im heutigen Garten des Gehöfts befindet sich noch ein Steinsarkophag, der vermutlich in das 12. Jahrhundert datiert.